# Melitta haemorrhoidalis
Melitta haemorrhoidalis ist eine Biene aus der Familie der Apidae.

## Merkmale
Die Bienen haben eine Körperlänge von 12 bis 13 Millimeter (Weibchen) bzw. 11 bis 13 Millimeter (Männchen). Die Weibchen treten in zwei Farbformen auf. Bei der einen sind sie schwarz behaart, die Endfranse und die Schienenbürste (Scopa) ist rot. Bei der zweiten Form sind Kopf, Thorax und die Sternite gelbbraun, das Mesonotum in der Mitte und das zweite bis vierte Tergit auf der Scheibe schwarz behaart. Die Tergite haben dabei schmale weiße Binden am Hinterrand. Die Endfranse und die Scopa ist rotbraun. Die Männchen sind gelbbraun, wobei das Mesonotum dunkler und in der Mitte schwarz ist, wie auch die Tergite drei bis fünf. Diese haben keine Endbinden. Die Fühlerglieder sind unten zum Ende hin knotig verdickt. Das sechste Sternit ist flach, die Endplatte des achten Sternits ist rotbraun.

## Vorkommen und Lebensweise
Die Art ist in Europa, nördlich bis nach Zentralfinnland verbreitet. Sie besiedeln Waldränder und Hecken. Pollen wird ausschließlich an Glockenblumen (Campanula) gesammelt. Die Tiere fliegen von Ende Mai bis Mitte September. Nomada emarginata und Nomada flavopicta sind Kuckucksbienen der Art.

## Belege
- Felix Amiet, M. Herrmann, A. Müller, R. Neumeyer: Fauna Helvetica 20: Apidae 5. Centre Suisse de Cartographie de la Faune, 2007, ISBN 978-2-88414-032-4.